# جويل باركر
جويل باركر (بالإنجليزية Joel Parker) وهو سياسي أمريكي ينتمي إلى الحزب الديمقراطي ولد جويل باركر في 24 تشرين الثاني - نوفمبر من سنة 1816 في ولاية نيوجرسي شغل باركر رئيسا لبرلمان ولاية نيورسي من عام 1847 إلى عام 1851. كما شغل باركر منصب حاكم على ولاية نيوجرسي مرتين المرة الأولى من عام 1863 إلى عام 1866 والمرة الثانية من عام 1872 إلى عام 1875. شغل جويل باركر قاضيا للمحكمة العليا لولاية نيوجرسي ما بين عامي 1880 إلى وفاته في 2 كانون الثاني - يناير من عام 1888.